# Ahkiolahti kanal
Ahkiolahti kanal (fi. Ahkiolahden kanava) är en kanal som förbinder sjöarna Maaninkajärvi och Onkivesi i Norra Savolax. Kanalen är 1870 meter lång, har en sluss och en höjdskillnad på 3,10–3,50 meter.